# La Chapelle-sous-Brancion
La Chapelle-sous-Brancion ist eine französische Gemeinde mit 142 Einwohnern (Stand: 1. Januar 2022) im Département Saône-et-Loire in der Region Bourgogne-Franche-Comté. Sie gehört zum Arrondissement Mâcon und zum Kanton Tournus. La Chapelle-sous-Brancion ist Mitglied im Gemeindeverband Communauté de communes Mâconnais-Tournugeois.

## Geographie
La Chapelle-sous-Brancion liegt etwa 30 Kilometer nördlich von Mâcon und etwa 28 Kilometer südsüdwestlich von Chalon-sur-Saône im Weinbaugebiet Bourgogne. Umgeben wird La Chapelle-sous-Brancion von den Nachbargemeinden Étrigny im Norden, Mancey im Nordosten, Royer im Osten, Martailly-lès-Brancion im Süden und Südosten sowie Chapaize im Westen.

## Bevölkerungsentwicklung
| Jahr      | 1962 | 1968 | 1975 | 1982 | 1990 | 1999 | 2006 | 2011 | 2018 |
| Einwohner | 181  | 175  | 121  | 153  | 149  | 139  | 127  | 127  | 137  |

Quellen: Cassini und INSEE

## Sehenswürdigkeiten
- Pierre levée du champ de la Fa auf dem Feld von La Fa, Monument historique seit 1911
- Kirche Notre-Dame-de-l'Assomption, Mitte des 12. Jahrhunderts erbaut, Monument historique seit 1948
- Schloss Les Nobles, seit 1946 Monument historique

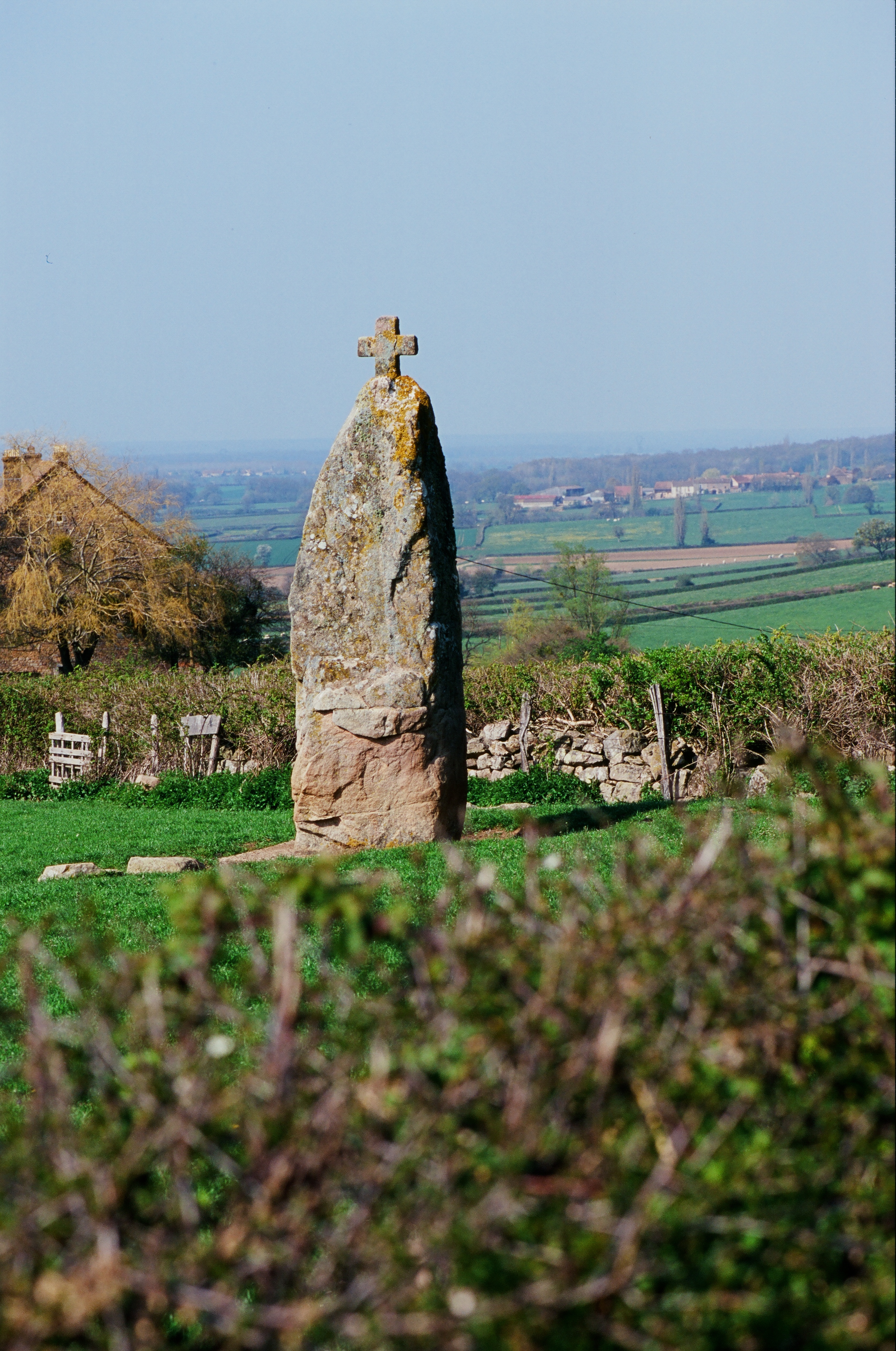
Pierre Levée du champ de la Fa
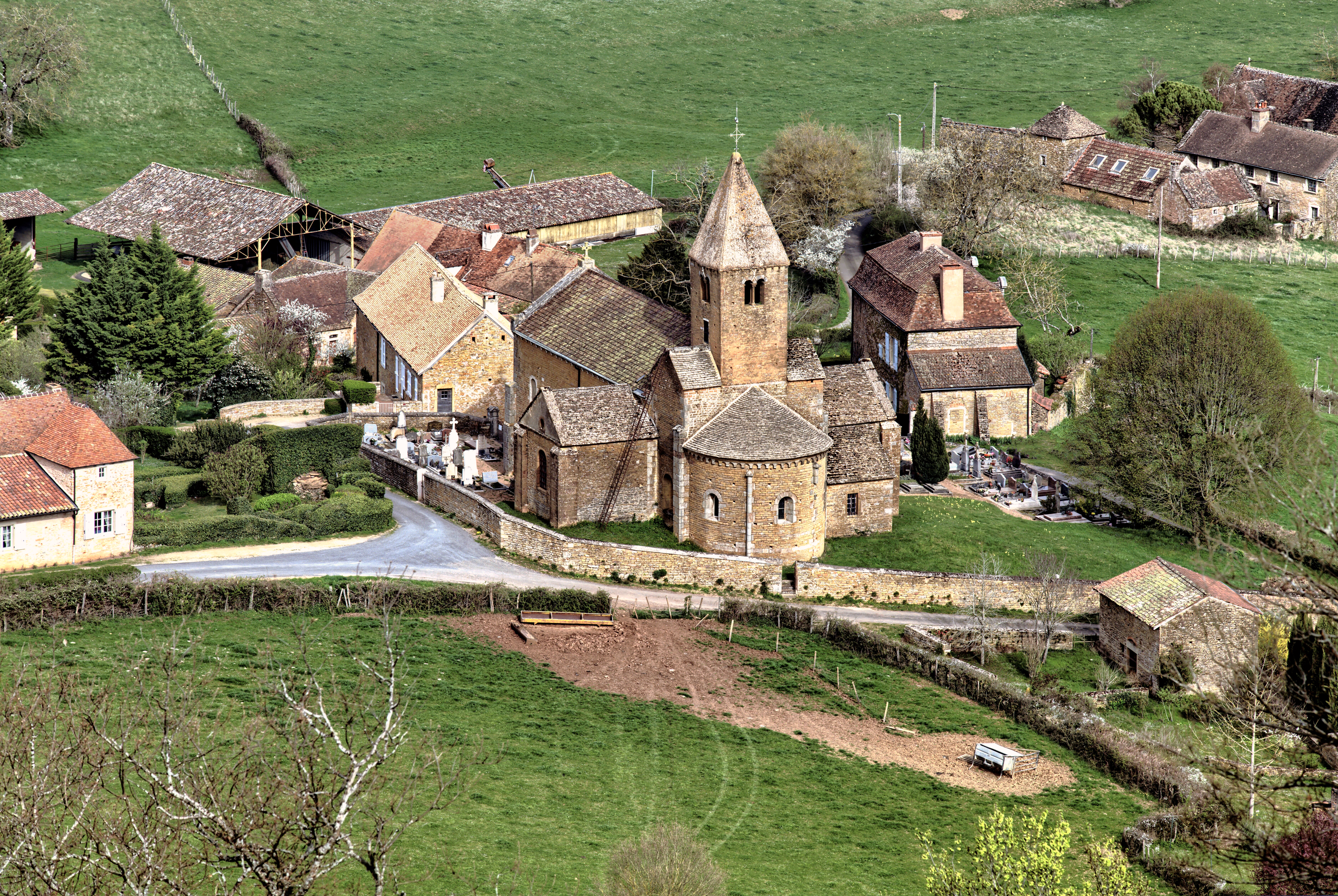
Kirche Notre-Dame-de-l'Assomption
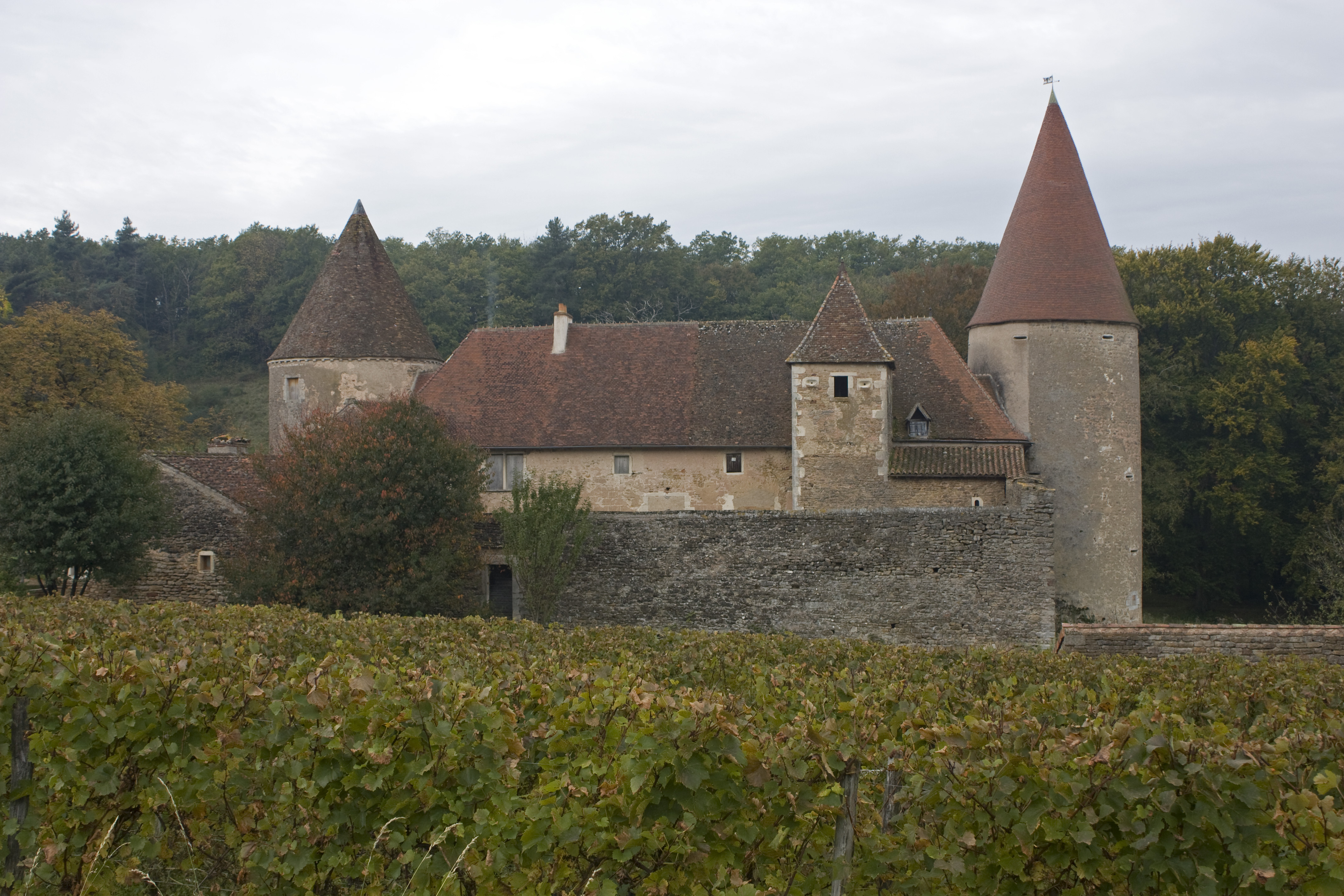
Schloss Les Nobles